# Javier Barroso
Javier Barroso Sánchez-Guerra (Madrid, 3 dicembre 1903 – Madrid, 10 settembre 1990) è stato un architetto, calciatore e dirigente sportivo spagnolo, progettista di numerosi impianti civili e sportivi in patria e all'estero; fu anche presidente dell'Atlético Madrid e realizzatore del suo stadio, il Calderón, dopo essere stato in gioventù giocatore dello stesso club oltre ad avere militato nel Real Madrid.

## Biografia
Javier Barroso è nato a Madrid nel 1903. Ha studiato architettura, laureandosi e dedicando la sua intera vita a questa arte.

### Architettura
Tra le sue opere più note figurano:
- Restaurazione della Collegiata di Sant'Isidoro a Madrid, 1936
- Riforma e ampliamento della sede del Ministero della Giustizia a Madrid, 1941-47
- Stadio Nazionale Complutense a Madrid, 1943, con Luis Lacasa (progetto architettonico) ed Eduardo Torroja (progetto strutturale)
- Colegio Mayor Antonio de Nebrija a Madrid, 1951
- Alcázar de Colón (Santo Domingo, Repubblica Dominicana), 1955-57
- Stadio Vicente Calderón a Madrid, 1961-66, con Miguel Ángel García-Lomas.

### Calcio
Come calciatore, ha iniziato la sua carriera nel Real Madrid, giunto nel 1918, a soli quindici anni. Ha giocato due stagioni come attaccante, nelle quali la squadra si è aggiudicata il titolo di campione regionale.
Nel 1920 andò all'Atlético Madrid, dove cominciò a giocare come attaccante per poi, a partire dal 1921, consolidarsi come portiere.
Nel 1924/25 e 1925/26 divenne nuovamente campione regionale e giocò in finale di Coppa del Re contro il Barcellona.
Nel dicembre del 1931, sotto la presidenza di Rafael González Iglesias, Javier Barroso divenne dirigente del club, e di lì a poco, nel gennaio del 1932 con la squadra in Segunda División, sostituì Rudolf Jeny come allenatore fino alla fine della stagione.
Il 1º agosto 1941 fu eletto presidente della Real Federación Española de Fútbol e mantenne tale carica fino al 1º aprile 1946.
L'11 dicembre 1955 si candidarono alla presidenza dell'Atlético Madrid Javier Barroso e Alfonso de Lafuente. Vinse Barroso, cominciando un periodo intenso di nove anni alla guida del club. Fu rieletto l'11 settembre del 1960.
Il 17 marzo 1961, dinanzi all'evidenza che lo stadio Metropolitano fosse diventato piccolo e obsoleto, Barroso acquisì i terreni per costruire il nuovo stadio, di fianco al fiume Manzanarre. Quello stesso anno iniziarono i lavori, il cui progetto architettonico fu proprio di Javier Barroso in collaborazione con Miguel Ángel García-Lomas Mata.
Sotto la sua presidenza, l'Atlético vinse due coppe di Spagna consecutive (1960 e 1961) e si aggiudicò il primo titolo europeo: la Coppa delle Coppe 1961-1962.
Lo stesso anno Barroso venne premiato dalla Delegación Nacional de Educación Física y Deportes con la Copa Pedro de Ibarra, come riconoscimento per la sua carriera sportiva.
Tuttavia la situazione economica non fu ottimale e, per affrontare il costo della costruzione del nuovo stadio l'Atlético, fu costretto a cedere Joaquín Peiró al Torino per venticinque milioni di pesetas.
In tali circostanze nominò, il 31 dicembre 1963, Vicente Calderón vicepresidente del club e poco dopo, il 21 gennaio 1964 si dimise lasciando a quest'ultimo la presidenza.
Javier Barroso morì a Madrid il 10 settembre del 1990.

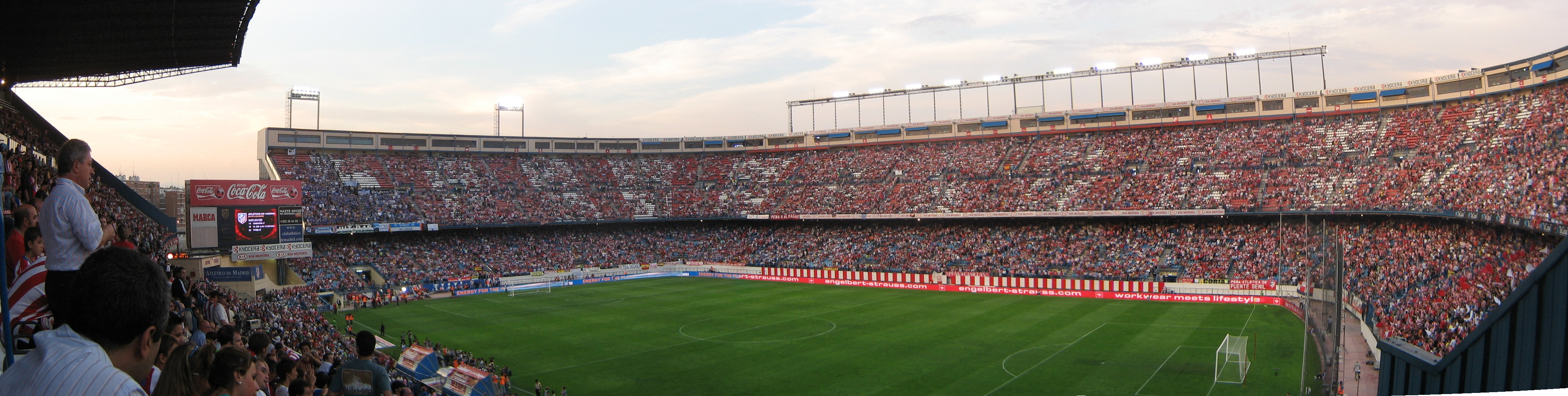
Panoramica (2008) dello stadio Manzanares progettato da Javier Barroso, intitolato successivamente a Vicente Calderón